# Лопатин, Георгий Дорофеевич
Гео́ргий Дорофе́евич Лопа́тин (1913—2003) — старший лейтенант Советской Армии, участник Великой Отечественной войны, Герой Советского Союза (1945).

## Биография
Георгий Лопатин родился 23 августа 1913 года в селе Самара (ныне — Октябрьский район Еврейской автономной области). После окончания шести классов школы работал в машинно-тракторной станции. В июле 1941 года Лопатин был призван на службу в Рабоче-крестьянскую Красную Армию. С августа 1942 года — на фронтах Великой Отечественной войны. В 1943 году он окончил курсы младших лейтенантов.
К июню 1944 года гвардии лейтенант Георгий Лопатин командовал взводом 166-го гвардейского стрелкового полка 55-й гвардейской стрелковой дивизии 28-й армии 1-го Белорусского фронта. Отличился во время освобождения Гомельской области Белорусской ССР. 24 июня 1944 года Лопатин вместе с тремя расчётами противотанковых ружей, выдвинувшись вперёд основных сил, уничтожил 4 пулемёта, благодаря чему пехота смогла продолжить наступления. Во время выхода к реке Птичь взвод Лопатина разгромил немецкую автоколонну, уничтожив 10 автомашин противника. 27 июля 1944 года Лопатин с товарищем успешно переправился через Птичь и захватил две лодки, после чего доставил их на восточный берег. В боях на плацдарме на западном берегу реки взвод отразил девять немецких контратак, продержавшись до переправы основных сил.
Указом Президиума Верховного Совета СССР от 24 марта 1945 года за «мужество и героизм, проявленные в боях с немецкими захватчиками» лейтенант Георгий Лопатин был удостоен высокого звания Героя Советского Союза с вручением ордена Ленина и медали «Золотая Звезда» за номером 6347.
В июне 1946 года в звании старшего лейтенанта Лопатин был уволен в запас. Проживал в различных сёлах Еврейской автономной области. Последние годы провёл в селе Амурзет Октябрьского района, где на 90-м году жизни умер 4 сентября 2003 года. Похоронен на местном кладбище.

## Награды
Был также награждён орденами Октябрьской Революции, Красного Знамени, Отечественной войны 1-й и 2-й степеней, двумя орденами Красной Звезды, рядом медалей.
Почетный гражданин Еврейской автономной области (2000).

## Память
На доме, где он проживал последние годы, установлена памятная доска.
В сентябре 2012 года в честь Лопатина названа школа в селе Благословенное Октябрьского района. 
В 2015 году его имя было выбито на отдельном гранитном пилоне Аллеи Героев в Сквере Победы в Биробиджане (торжественное открытие состоялось 7 мая 2015 года).